# Orzeszki pistacjowe

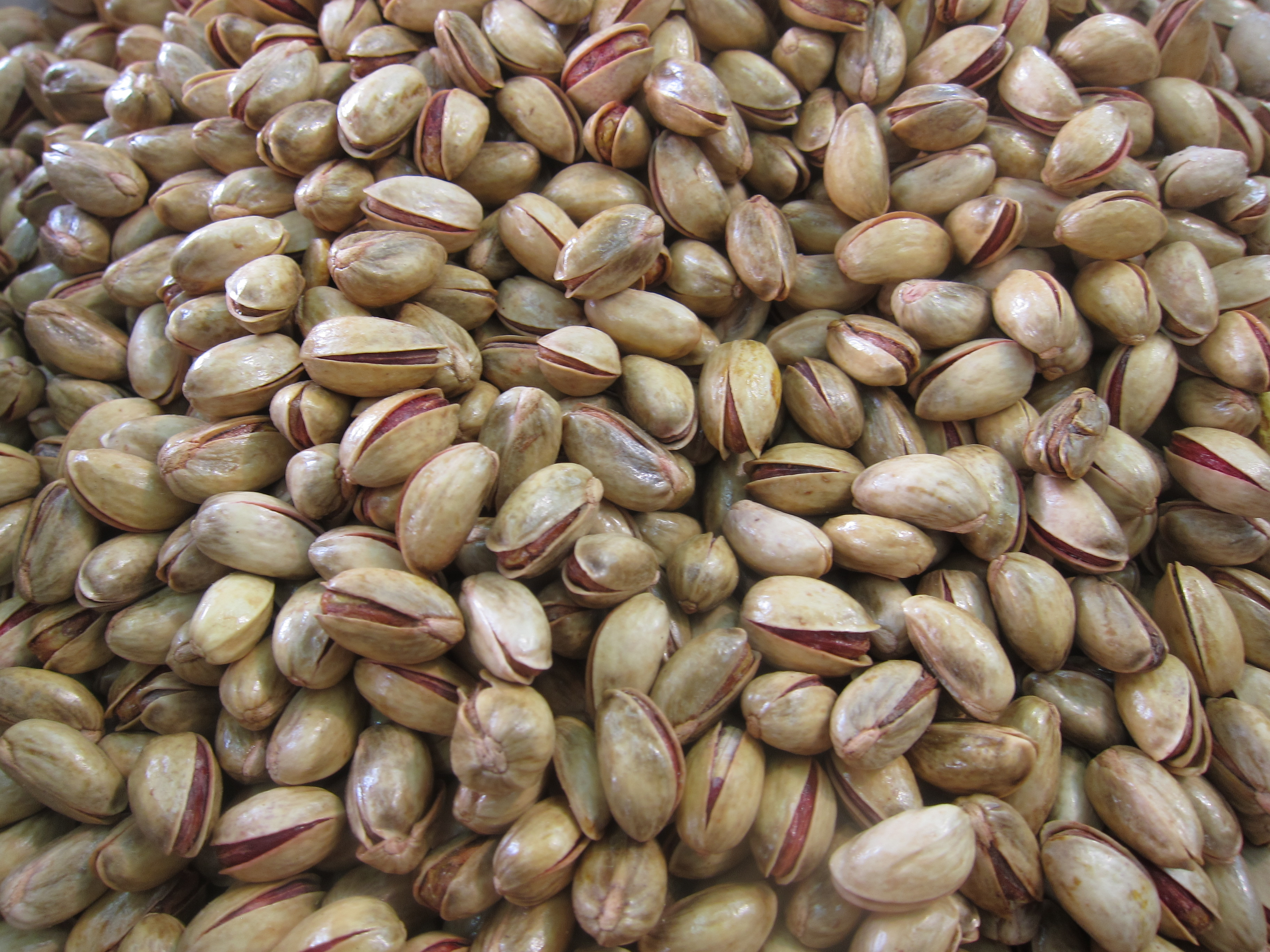
Niełuskane orzeszki pistacjowe pistacji właściwej

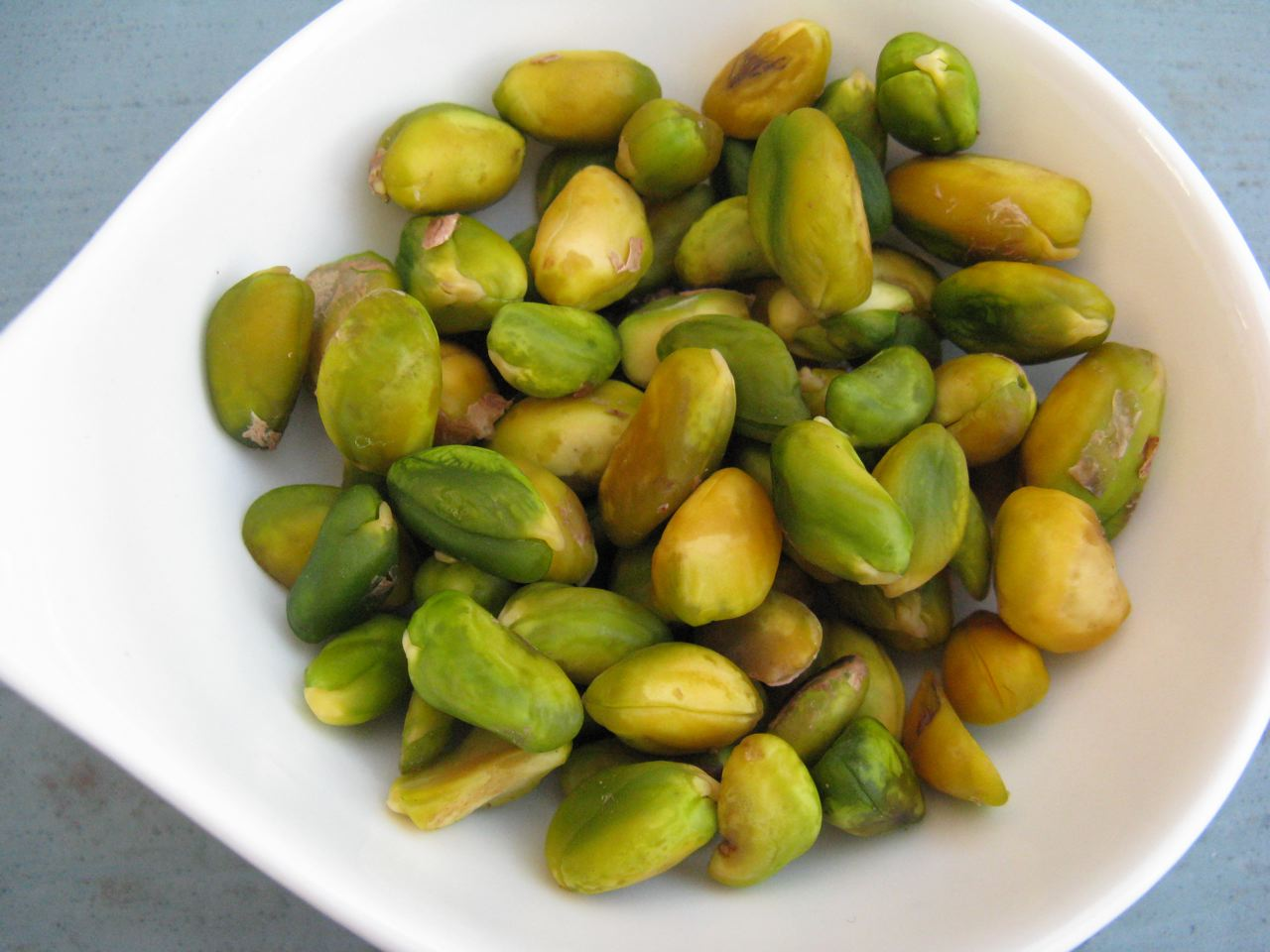
Pestki orzeszków pistacjowych

Orzeszki pistacjowe – owoce drzew z rodzaju pistacja. Pod względem botanicznym są to pestkowce. Właściwą, jadalną ich częścią jest pestka. Otacza ją zdrewniała i bardzo twarda łupina. U całkowicie dojrzałych orzeszków pistacjowych łupina ta jest pęknięta i rozwarta tak, że widoczna jest pestka, u niecałkowicie dojrzałych jest pełna. Zewnętrzna warstwa odpada po dojrzeniu owoców lub jest usuwana.
Orzeszki pistacjowe są jadalne. W Polsce dostępne są głównie importowane, pochodzące od uprawianej pistacji właściwej (Pistacia vera), jednak inne gatunki pistacji też wytwarzają jadalne pestkowce. Zjadane były przez ludzi od bardzo dawna. Orzeszki pistacji atlantyckiej (Pistacia atlantica), wraz z ziarnami zbóż, migdałami, nasionami grochu i wyki znaleziono w grocie w Turcji w wykopaliskach datowanych na 7 tysięcy lat p.n.e. W Lakisz znaleziono orzeszki pistacjowe z okresu 3400–2500 lat p.n.e.

## Wartości odżywcze
Orzechy pistacjowe zawierają dużo kwasów tłuszczowych jednonienasyconych, ich znaczną część stanowi kwas oleinowy, którego jest 32,0 g na 100 g. W 100 g orzeszków znajduje się bardzo dużo aminokwasów. W orzeszkach znajdują się też znaczne ilości żelaza, cynku, potasu, wapnia, fosforu i magnezu.
| Aminokwasy (w 100 g) |
| --- |
| - Alanina – 871 mg; - Arginina – 1928 mg; - Cystyna – 449 mg; - Fenyloalanina – 1038 mg; - Glicyna – 968 mg; - Histydyna – 475 mg; - Izoleucyna – 862 mg; - Kwas asparaginowy – 1866 mg; - Kwas glutaminowy – 4333 mg; - Leucyna – 1478 mg; - Lizyna – 1126 mg; - Metionina – 334 mg; - Prolina – 836 mg; - Seryna – 1188 mg; - Treonina – 634 mg; - Tryptofan – 246 mg; - Tyrozyna – 625 mg; - Walina – 1241 mg; |

Orzeszki pistacjowe są słodkie, mają charakterystyczny silny aromat i przyjemny smak. Używane są do bezpośredniego spożycia, oraz jako dodatek do wyrobów cukierniczych (strucle pistacjowe, torty, marcepany, lody, kisiele mleczne, nadzienie do cukierków). Są wysokoenergetyczne, 100 g orzeszków daje 2592 kJ energii (około 589 kcal), zawierają też wyjątkowo dużo fosforu, który wzmacnia kości i zęby i bierze udział w regulacji wielu procesów metabolicznych.
W handlu oprócz zwykłych orzeszków pistacjowych dostępne są jeszcze orzeszki solone i prażone.